# Colley Cibber
Colley Cibber (Londres, 6 de noviembre de 1671 - Londres 12 de noviembre de 1757) fue un actor, dramaturgo y poeta inglés. Fue el primer actor que realizó también trabajos de dirección lo que estableció su importancia en la historia del teatro. Además, su libro de memorias Apology for the Life of Colley Cibber aporta una información muy valiosa sobre el teatro londinense de la época; las dos comedias que escribió reflejan los cambios culturales e ideológicos de principios del siglo XVIII.
Cibber escribió algunas piezas teatrales para que fueran representadas por su propia compañía en el teatro de Drury Lane y adaptó muchas más. Su trabajo recibió críticas negativas de gente de la talla de Alexander Pope. Se veía a sí mismo como el mejor actor del momento y, a pesar de sus esfuerzos por interpretar personajes dramáticos, fue ridiculizado constantemente; consiguió finalmente el éxito interpretando papeles cómicos.
Sus contemporáneos consideraban que Cibber tenía poco gusto en sus producciones teatrales y una pobre visión empresarial. El oportunismo social y político le permitió ganar el premio de poeta laureado pasando por encima de otros autores mucho mejores. A pesar del premio, los estudiosos actuales consideran que sus poemas tienen poco interés. Además, la personalidad extravertida de Cibber ofendió a muchos y la fama le llegó gracias a ser el blanco del poema satírico The Dunciad, de Alexander Pope.